# Warsy
Warsy est une commune française située dans le département de la Somme en région Hauts-de-France.

## Géographie

### Localisation
Warsy est un village picard de l'Amiénois et de la région naturelle du Santerre.
À vol d'oiseau, la localité est située à 8 km au nord-est de Montdidier, 10 km à l'ouest de Roye, 33 km au sud-est d'Amiens, 34 km au nord-ouest de Compiègne, 49 km au sud-ouest de Saint-Quentin et à 50 km au nord-est de Beauvais.
Le territoire de la commune est limitrophe de ceux de quatre communes.
Les communes limitrophes sont Arvillers, Becquigny, Erches et Guerbigny.
4 mai 2025

### Hydrographie

#### Réseau hydrographique
La commune est située dans le bassin Artois-Picardie. Elle est drainée par l'Avre.
L'Avre, d'une longueur de 66 km, prend sa source dans la commune de Amy, à 81 m d'altitude, et se jette  dans la Somme à Longueau, à 24 m d'altitude, après avoir traversé 31 communes.

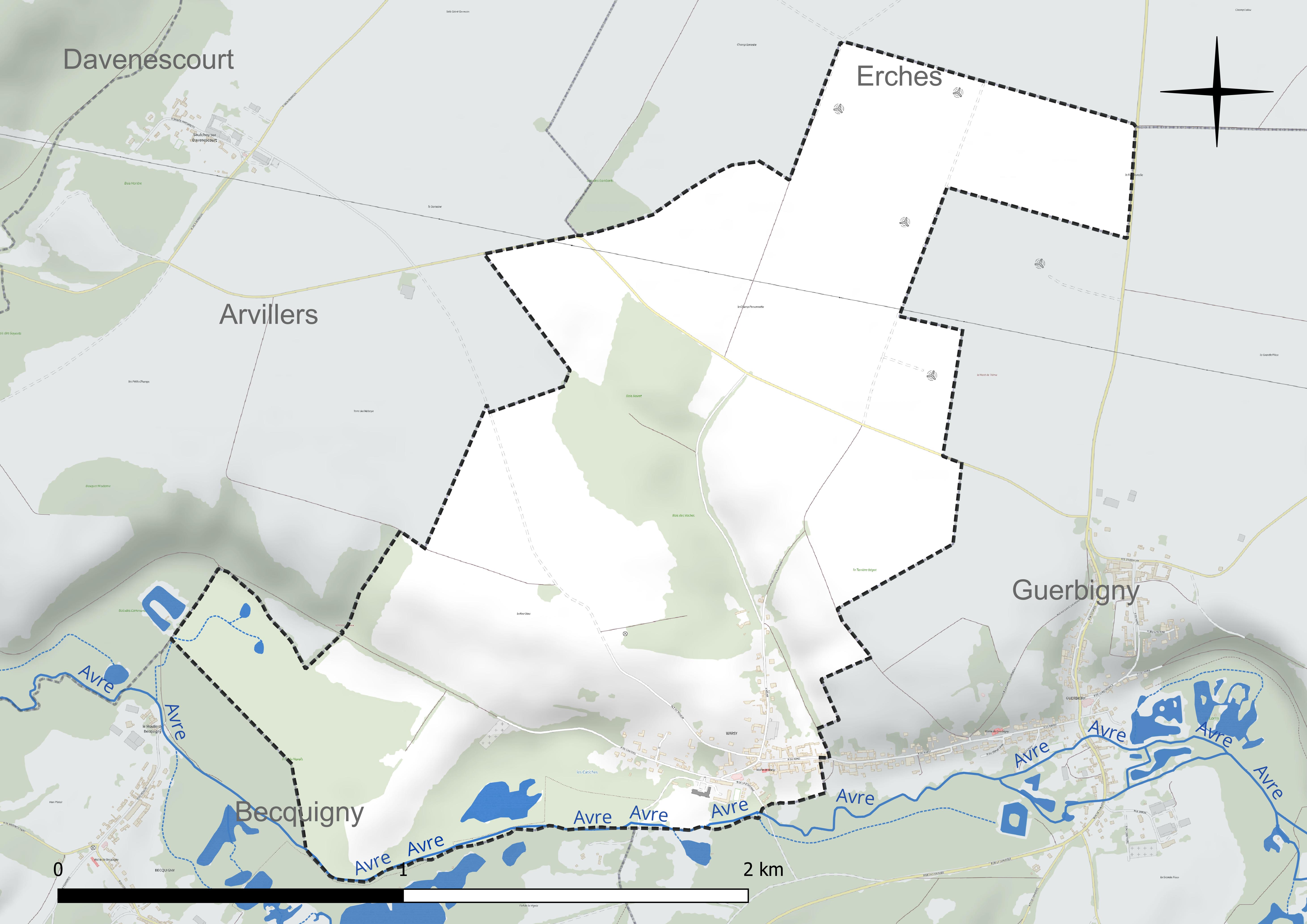
Réseau hydrographique de Warsy.

#### Gestion et qualité des eaux
Le territoire communal est couvert par le schéma d'aménagement et de gestion des eaux (SAGE) « Somme aval et Cours d'eau côtiers ». Ce document de planification concerne un territoire de 1 835 km2 de superficie, délimité par le bassin versant de la Somme canalisée. Le périmètre a été arrêté le 29 avril 2010 et le SAGE proprement dit a été approuvé le 6 août 2019. La structure porteuse de l'élaboration et de la mise en œuvre est le syndicat mixte d'aménagement hydraulique du bassin versant de la Somme (AMEVA).
La qualité des cours d'eau peut être consultée sur un site dédié géré par les agences de l'eau et l'Agence française pour la biodiversité.

### Climat
Pour des articles plus généraux, voir Climat des Hauts-de-France et Climat de la Somme.
En 2010, le climat de la commune est de type climat océanique dégradé des plaines du Centre et du Nord, selon une étude du CNRS s'appuyant sur une série de données couvrant la période 1971-2000. En 2020, Météo-France publie une typologie des climats de la France métropolitaine dans laquelle la commune est exposée à un climat océanique et est dans la région climatique Nord-est du bassin Parisien, caractérisée par un ensoleillement médiocre, une pluviométrie moyenne régulièrement répartie au cours de l'année et un hiver froid (3 °C).
Pour la période 1971-2000, la température annuelle moyenne est de 10,5 °C, avec une amplitude thermique annuelle de 14,5 °C. Le cumul annuel moyen de précipitations est de 684 mm, avec 11,1 jours de précipitations en janvier et 8,5 jours en juillet. Pour la période 1991-2020, la température moyenne annuelle observée sur la station météorologique la plus proche, située sur la commune de Rouvroy-en-Santerre à 9 km à vol d'oiseau, est de 10,8 °C et le cumul annuel moyen de précipitations est de 635,8 mm,. Pour l'avenir, les paramètres climatiques de la commune estimés pour 2050 selon différents scénarios d'émission de gaz à effet de serre sont consultables sur un site dédié publié par Météo-France en novembre 2022.

## Urbanisme

### Typologie
Au 1er janvier 2024, Warsy est catégorisée commune rurale à habitat dispersé, selon la nouvelle grille communale de densité à sept niveaux définie par l'Insee en 2022.
Elle est située hors unité urbaine et hors attraction des villes,.

### Occupation des sols
L'occupation des sols de la commune, telle qu'elle ressort de la base de données européenne d'occupation biophysique des sols Corine Land Cover (CLC), est marquée par l'importance des territoires agricoles (67,2 % en 2018), en diminution par rapport à 1990 (68,9 %). La répartition détaillée en 2018 est la suivante : 
terres arables (67,2 %), forêts (24,1 %), zones urbanisées (4,4 %), eaux continentales (4,3 %). L'évolution de l'occupation des sols de la commune et de ses infrastructures peut être observée sur les différentes représentations cartographiques du territoire : la carte de Cassini (XVIIIe siècle), la carte d'état-major (1820-1866) et les cartes ou photos aériennes de l'IGN pour la période actuelle (1950 à aujourd'hui).

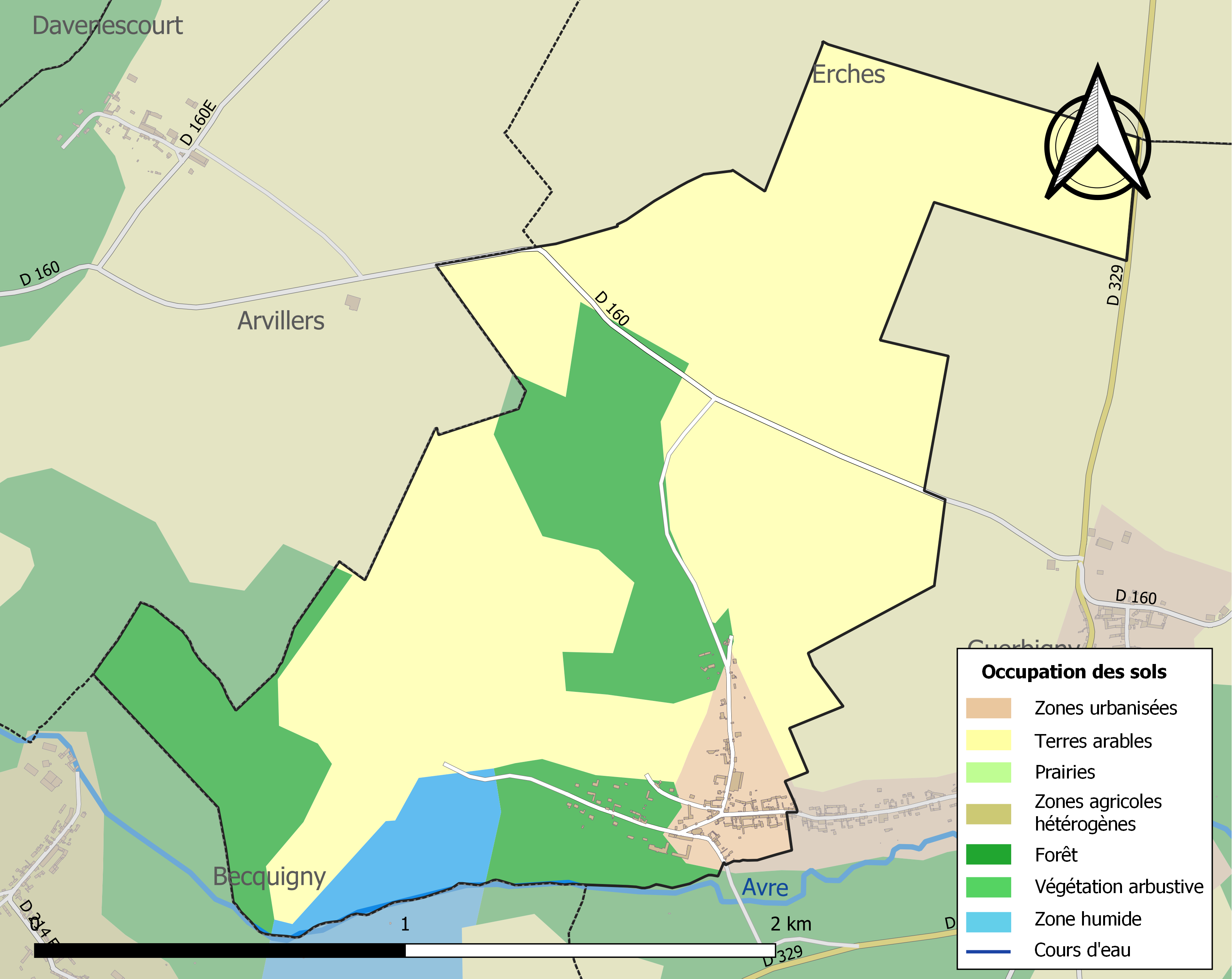
Carte des infrastructures et de l'occupation des sols de la commune en 2018 (CLC).

### Voies de communication et transports
La localité est desservie par les autocars du réseau inter-urbain Trans'80, Hauts-de-France (ligne no 45, Moreuil -  Montdidier et ligne no 60, Davenescourt - Moreuil - Amiens.

## Toponymie
Le nom de la localité est attesté sous les formes Warcy (1204) ; Warsies (1258) ; Varsies (1252) ; Warchies (1258) ; Warsis (1310) ; Warsiez (1368) ; Vuarsly (1640) ; Vuarsey (1648) ; Warsyes (1700) ; Warrey (1710) ; Varsie (1733) ; Warsy (1765).

## Histoire
Warsy, autrefois Varsies (1252), Warchies (1258), Vuarsly (1640), était mentionné comme une cité à partir du XIIIe siècle.
L'église était une annexe de celle de Guerbigny, le village dépendait du doyenné de Rouvroy, de l'archidiaconé et du diocèse d'Amiens.
Les décimateurs étaient pour 1/3 le prieur de Saint-Arnould-de-Crépy, les 2 autres tiers revenants au seigneur du lieu.
Le premier seigneur connu est Roques de La Tournelle, en 1170 dont la famille la posséda jusqu'au XIVe siècle. En 1567, Jean de Chambly possède la seigneurie qui revient ensuite à Jacques de Chambly qui se marie en 1646, puis à Charlotte de Chambly qui épouse en 1638 Jacques de Rune. En 1752, François-Joseph de Rune en est le seigneur puis le marquis de Rune en 1789.
Le fief Aubler appartenait à Adrien Philippe à la fin du XVIIe siècle.
Durant l'Ancien Régime, Warsy faisait partie de la prévôté, du bailliage, de l'élection et du grenier à sel de Montdidier et de l'intendance de Picardie. En 1749, la prévôté fut supprimée et réunie au bailliage.
En 1653, les Espagnols brûlèrent une partie du village en se retirant.

## Politique et administration

### Liste des maires
| Période                                  | Période                      | Identité          | Étiquette | Qualité                         |
| ---------------------------------------- | ---------------------------- | ----------------- | --------- | ------------------------------- |
| Les données manquantes sont à compléter. |                              |                   |           |                                 |
| mars 2001                                | En cours (au 8 octobre 2020) | Christophe Dumont |           | Réélu pour le mandat 2020-2026, |

### Politique de développement durable
En 2019/2021 est créé une installation de trois éoliennes sur Erches et Warsy,.

## Démographie
Les habitants de la commune sont appelés lesWarsyciens.

L'évolution du nombre d'habitants est connue à travers les recensements de la population effectués dans la commune depuis 1793. Pour les communes de moins de 10 000 habitants, une enquête de recensement portant sur toute la population est réalisée tous les cinq ans, les populations de référence des années intermédiaires étant quant à elles estimées par interpolation ou extrapolation. Pour la commune, le premier recensement exhaustif entrant dans le cadre du nouveau dispositif a été réalisé en 2007.

En 2022, la commune comptait 136 habitants, en évolution de −4,23 % par rapport à 2016 (Somme : −1,26 %, France hors Mayotte : +2,11 %).
| 1793 | 1800 | 1806 | 1821 | 1831 | 1836 | 1841 | 1846 | 1851 |
| ---- | ---- | ---- | ---- | ---- | ---- | ---- | ---- | ---- |
| 140  | 350  | 370  | 371  | 389  | 410  | 373  | 368  | 345  |

| 1856 | 1861 | 1866 | 1872 | 1876 | 1881 | 1886 | 1891 | 1896 |
| ---- | ---- | ---- | ---- | ---- | ---- | ---- | ---- | ---- |
| 330  | 314  | 295  | 290  | 288  | 281  | 277  | 281  | 255  |

| 1901 | 1906 | 1911 | 1921 | 1926 | 1931 | 1936 | 1946 | 1954 |
| ---- | ---- | ---- | ---- | ---- | ---- | ---- | ---- | ---- |
| 230  | 222  | 218  | 150  | 161  | 133  | 127  | 134  | 126  |

| 1962 | 1968 | 1975 | 1982 | 1990 | 1999 | 2006 | 2007 | 2012 |
| ---- | ---- | ---- | ---- | ---- | ---- | ---- | ---- | ---- |
| 85   | 90   | 98   | 69   | 91   | 108  | 117  | 118  | 127  |

| 2017 | 2022 | - | - | - | - | - | - | - |
| ---- | ---- | - | - | - | - | - | - | - |
| 143  | 136  | - | - | - | - | - | - | - |

## Culture locale et patrimoine

### Lieux et monuments
Warsy possède :
- un château, de 1774[22], avec son corps de logis prolongé par deux ailes terminées par deux pavillons, des communs en brique et pierre, ainsi qu'un parc[33] ;
- l'église Sainte-Marie-Madeleine, de 1834[22] ;
- un ancien lavoir (qui n'est malheureusement plus en état de fonctionnement) ;
- un monument aux morts (Seconde Guerre mondiale) ;
- une vieille école communale qui n'est plus occupée depuis les années 1960 ;

et une mairie.

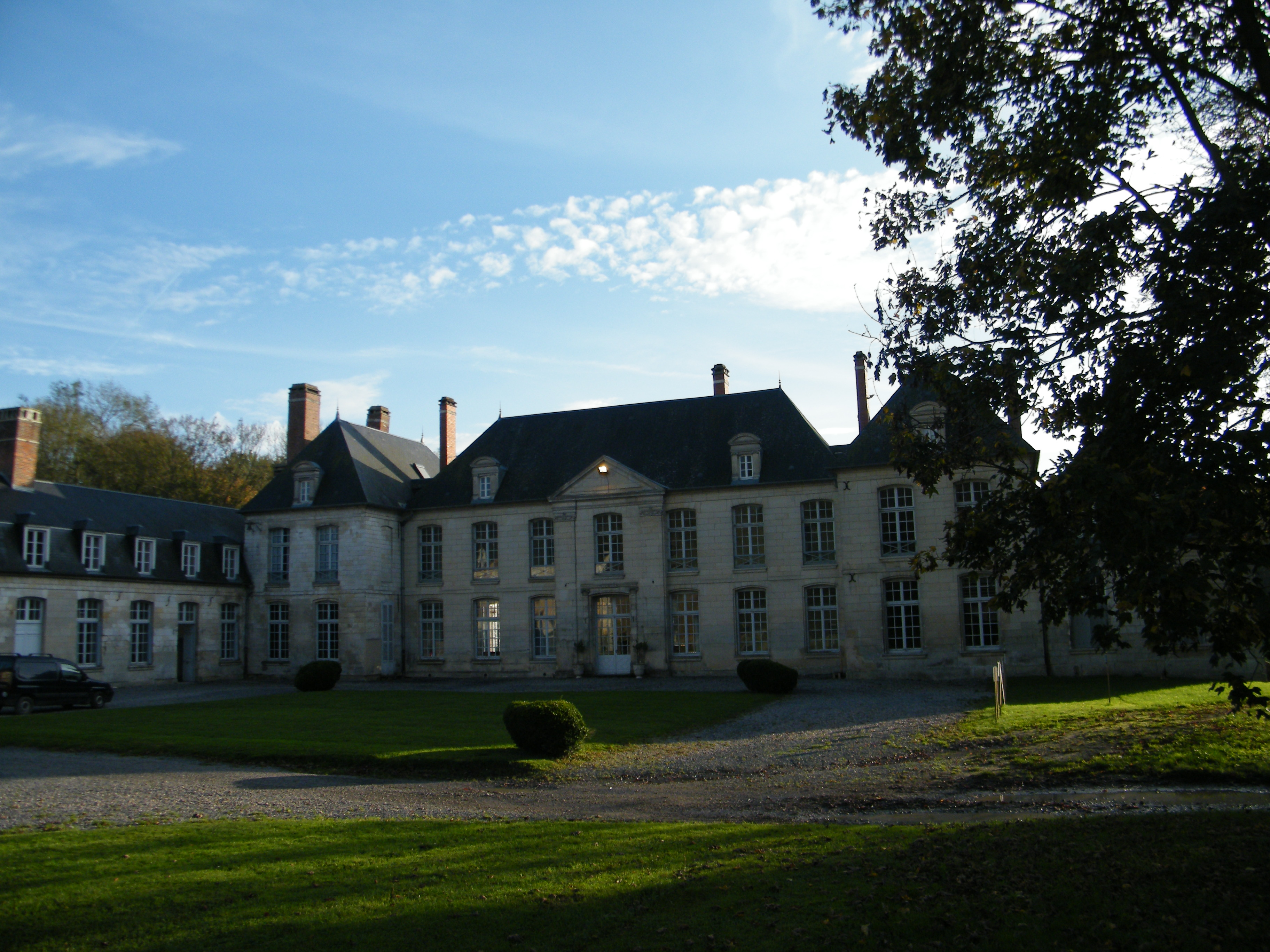
Façade avant du château.
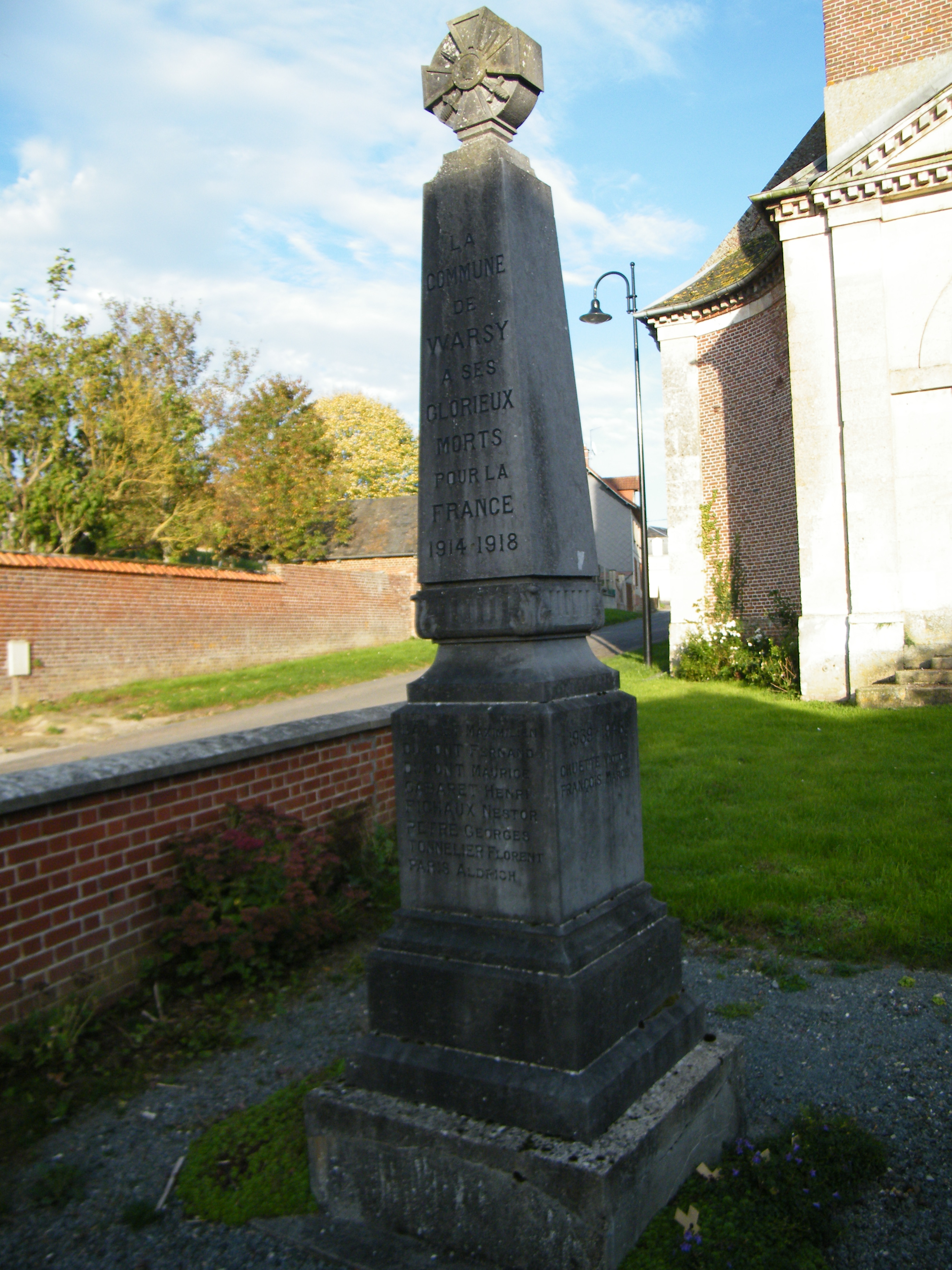
Monument aux morts 1914-1918.
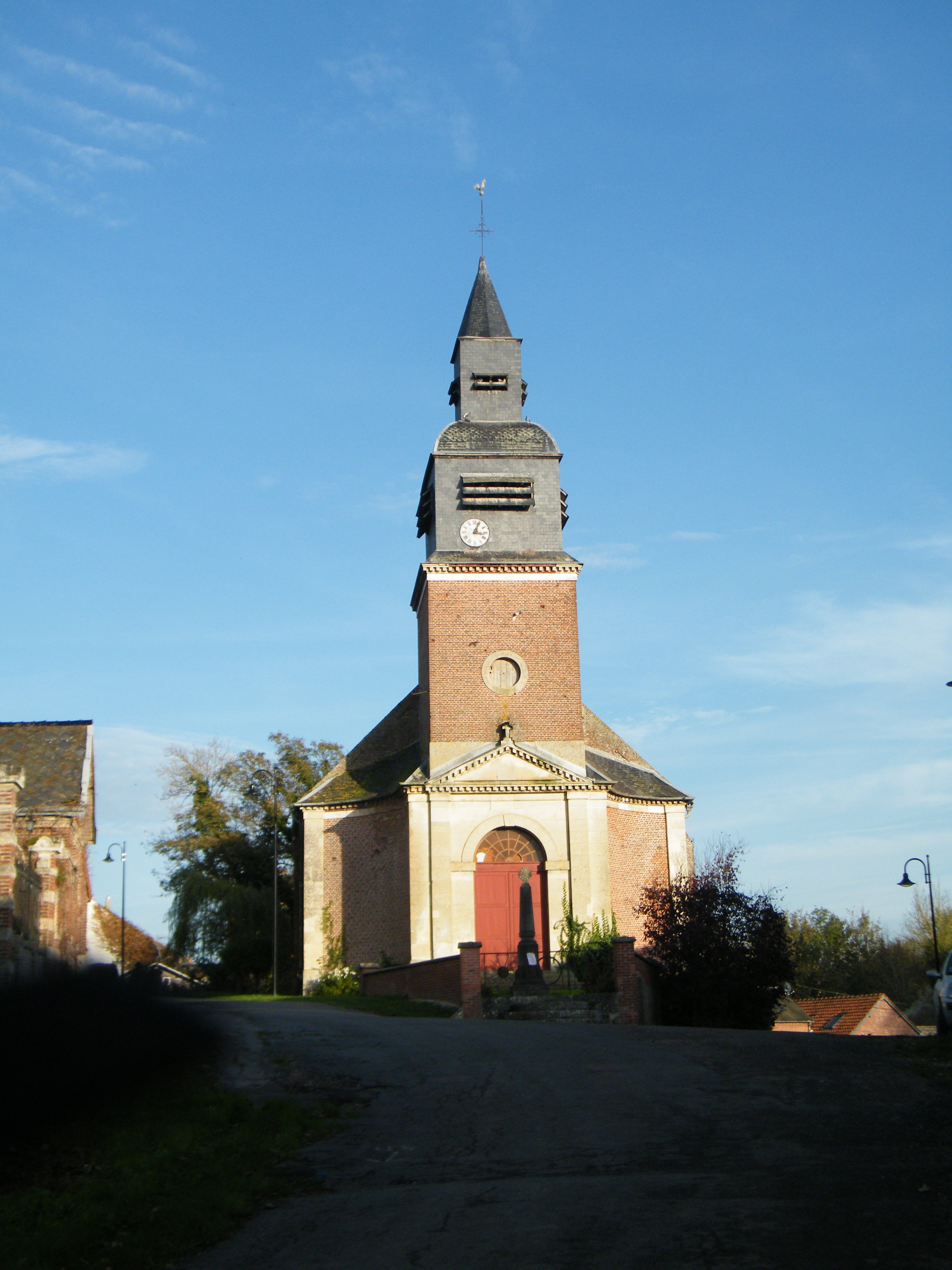
Sainte-Marie-Madeleine.
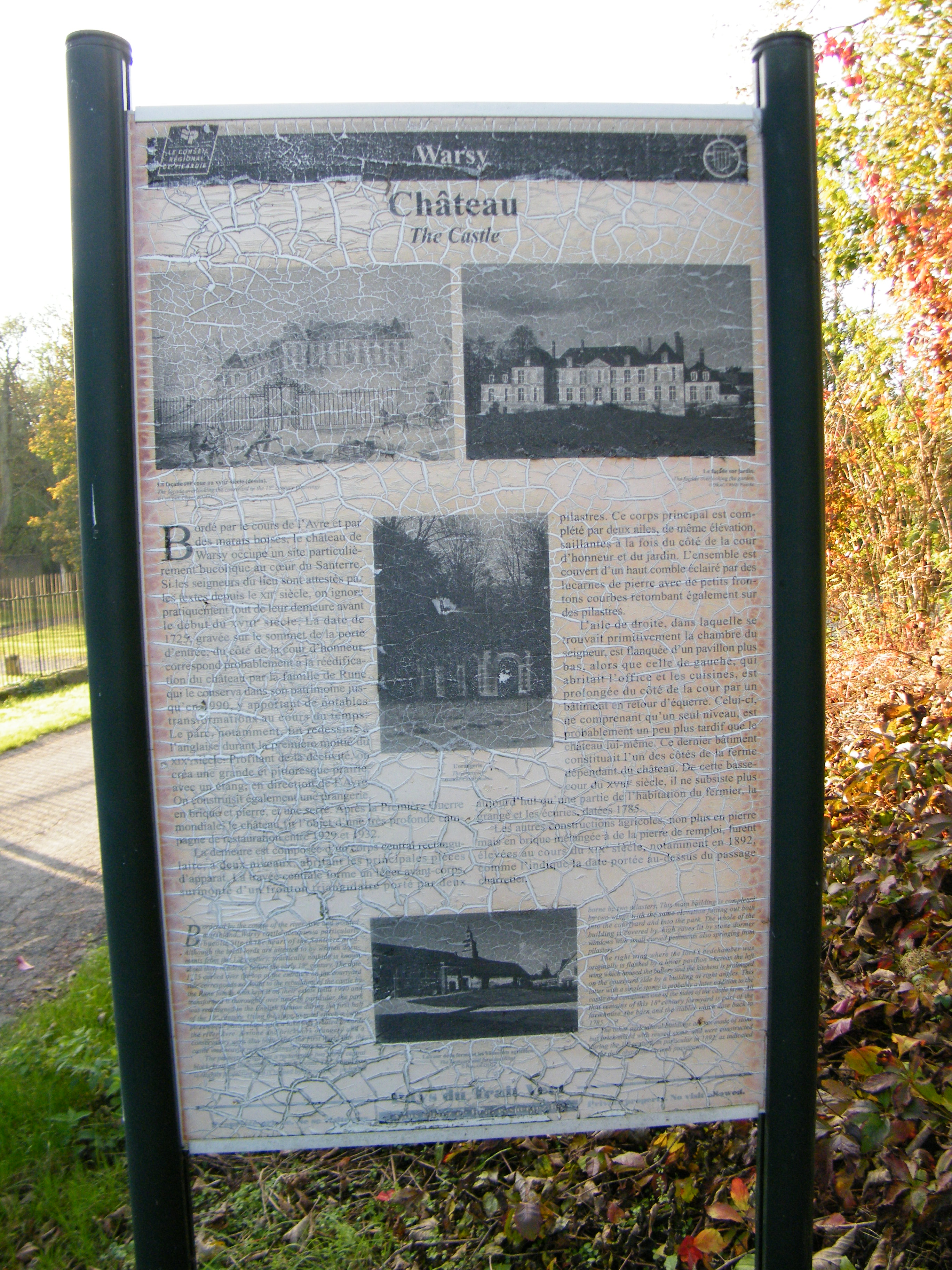
Informations sur le château.
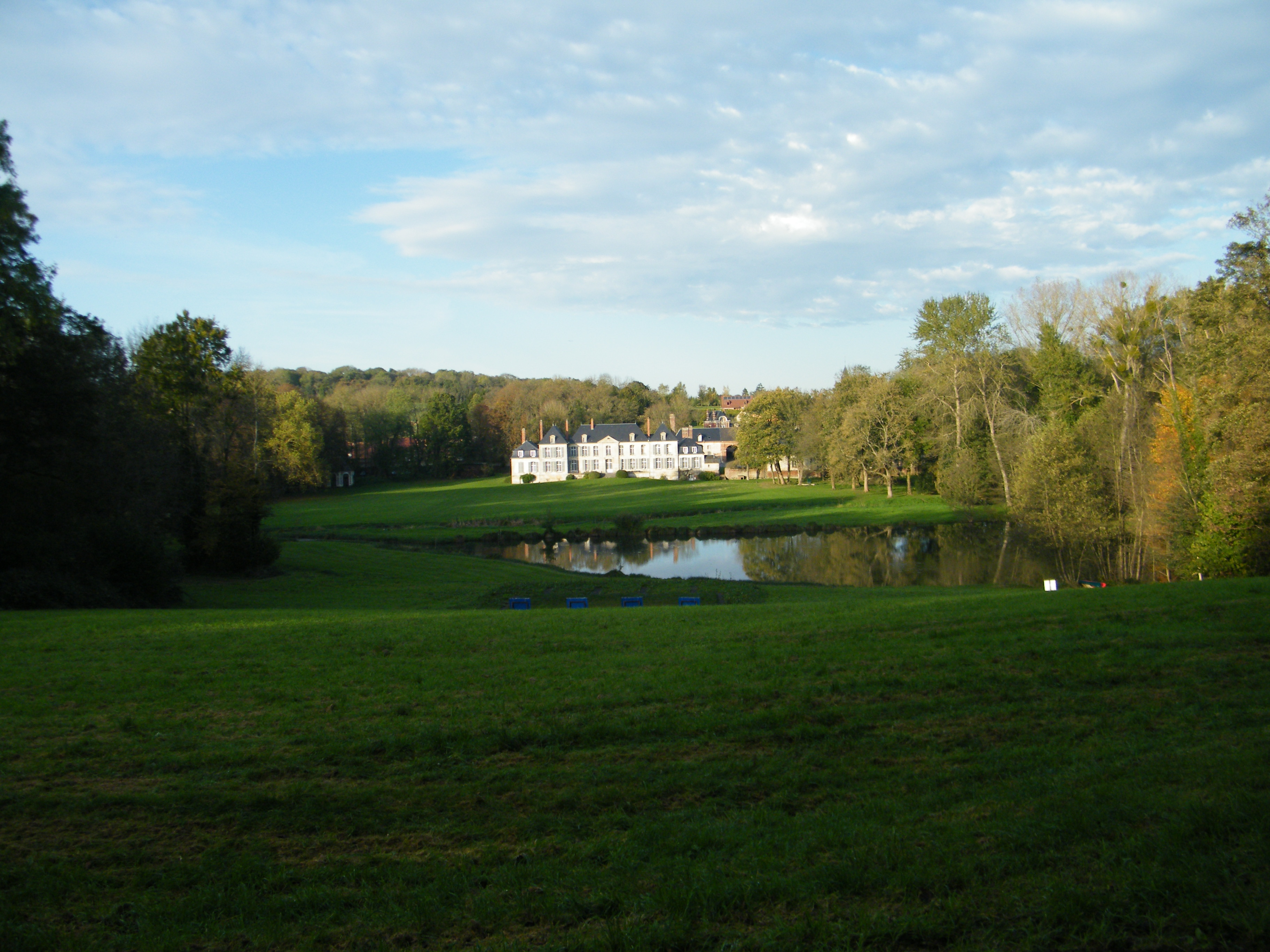
Façade arrière du château.
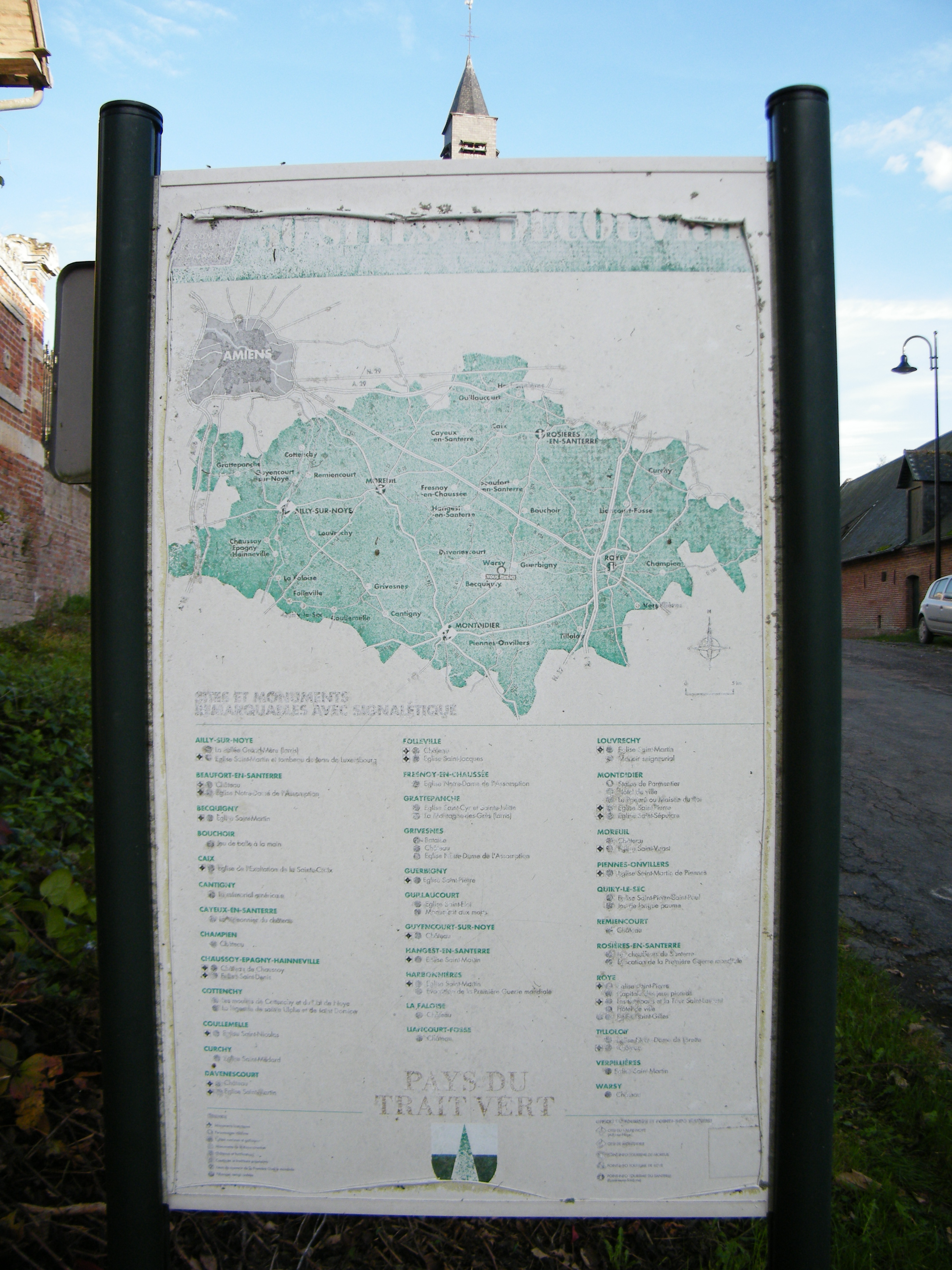
Sites du Pays du Trait vert.